# Lijst van superhelden
Superhelden zijn mensachtige of menselijke personages in de literatuur (met name in comics) die over superkracht beschikken. Deze lijst bevat ook een aantal personages die echt bestaan of hebben bestaan. Hierbij gaat het om personen die zich verkleden als superheld om een veelal sociaal doel na te streven. Dat kan bijvoorbeeld zijn: een misstand aan de kaak te stellen, als organisator en mascotte fungeren voor een organisatie met een maatschappelijk doel of door opzichtige aanwezigheid criminaliteit bestrijden. Zij beschikken uiteraard niet over superkrachten. Deze personen hebben een * achter hun naam.

## A
- Avatar Aang
- A-Bomb
- Access
- Adam Park
- Airboy
- Aisha Campbell
- Alex Power
- Amazing Man
- Amazon
- Andros
- Ant-Man
- Apache Chief
- Aquagirl
- Aqualad
- Aquaman
- Archangel
- Argent
- Arm-Fall-Off Boy
- Ashley Hammond
- Atom
- Atom Ant
- Atomic Betty
- Aurora

## B
- Barbara Gordon
- Bascardi
- Batgirl
- Batman
- Batwoman
- Beast
- Beast Boy
- Ben Reilly
- Beta Ray Bill
- Billy Cranston
- Bishop
- Black Bolt
- Black Canary
- Black Cat
- Black Condor
- Black Lightning
- Black Marvel
- Black Panther
- Black Widow
- Blade
- Blue Beetle
- Blue Senturion
- Booster Gold
- Bucky
- Bumblebee
- Bushido

## C
- Cable
- Cannonball
- Captain America
- Captain Britain
- Captain Crandall
- Captain Falcon
- Captain Hero
- Captain Marvel (Amalgam Comics)
- Captain Marvel (DC Comics)
- Captain Marvel (Marvel Comics)
- Captain Planet
- Captain Universe
- Carlos Vallertes
- Cassie Chan
- Catwoman
- Cat Noir
- Chameleon Boy
- Chatman
- Chatwoman
- Colossal Boy
- Colossus
- Crimson Chin
- Crystal
- Cyborg
- Cyclops

## D
- Dagger
- Danny Phantom
- Daredevil (Lev Gleason Publications)
- Daredevil (Marvel Comics)
- Dark Claw
- Darkstar
- Dash Parr
- Deadman
- Deadpool
- Donatello
- Dr. Fate
- Dr. Light
- Dr. Solar
- Dr. Spectrum
- Dr. Strange
- Dust

## E
- Earthworm Jim
- El Tigre
- Elastigirl
- Elasti-Girl
- Eric O'Grady
- Etrigan the Demon
- Elektra
- Electres

## F
- Falcon
- Fire
- Firestar
- Firestorm
- Flaming Carrot
- Flash (Jay Garrick, Barry Allen, Wally West)
- Flash Gordon
- Forge
- Franklin Richards
- Frozone

## G
- Gambit
- Gamora
- Gargoyle
- Ghost Rider
- Green Arrow
- Green Hornet
- Green Lantern (Alan Scott, Hal Jordan, Guy Gardner, Kyle Rayner, Jade)

## H
- Hancock
- Havok
- Hawk en Dove
- Hawkeye
- Hawkgirl
- Hawkman
- Hawkwoman
- Hellboy
- Hellcat
- Hellion
- Henry Pym
- Herald
- Hercules (DC Comics)
- Hercules (Marvel Comics)
- Het Ding
- Hit Girl
- Hornet
- Hot Spot
- Hourman
- Hulk
- Human Torch (Golden Age)
- Human Torch (Silver Age)
- Hybrid

## I
- Ice
- Iceman
- Invisible Woman
- Iron Fist
- Iron Lantern
- Iron Man

## J
- J.Rom
- Jack Power
- Jack-Jack Parr
- Jane Foster
- Jason Lee Scott
- Jean Grey
- Jericho
- Joker
- Jubilee
- Julia Carpenter
- Julie Power
- Justin Stewart
- Jessica Jones

## K
- Karate Kid
- Katana
- Katherine Hillard
- Katie Power
- Kick-Ass
- Kid Eternity
- Killer Frost
- Kimberly Hart
- Kratos
- Krrish
- Krypto

## L
- Ladybug
- Lady Deadpool
- Lavagirl
- Leonardo
- Lightning Lad
- Link
- Lobo
- Lone Ranger
- Lucky Luke
- Luke Cage
- Loki

## M
- Magma
- Magna Defender
- Mandrake the Magician
- Mario
- Martian Manhunter
- Marvel Girl
- Más y Menos
- Medusa
- Meerminman
- Mega Mindy
- Mega Toby
- Meltdown
- Metamorpho
- Michelangelo
- Mighty Mouse
- Miss America (DC Comics)
- Miss America (Marvel Comics)
- Mister X
- Misty Knight
- Moon Knight
- Morph
- Mosseljongen
- Mr. Fantastic
- Mr. Incredible
- Mr. Miracle
- Mr. Terrific
- Ms. Marvel
- Multiple Man
- Mystique

## N
- Namor the Sub-Mariner
- Namora
- Namorita
- Neon the Unknown
- Nightcrawler
- Nightwing
- Nova II
- Nightmonkey

## O
- Obsidian
- Onyx
- Owlwoman

## P
- Phantom
- Phantom Ranger
- Phantom Rider
- Phantom Stranger
- Plastic Man
- Polaris
- Polarman *
- Popeye
- Power girl
- Power Princess
- Powerpuff Girls
- Prime
- Prodigy
- Professor X
- Psylocke
- Punisher

## Q
- Quicksilver

## R
- Rachel Summers
- Radioactive Man (Marvel Comics)
- Radioactive Man (The Simpsons)
- Rage
- Raketman
- Raphael
- Raven
- Red Arrow
- Red Sonja
- Red Star
- Red Tornado
- Red Torpedo
- Rick Flag
- Ricochet
- Robin
- Rockslide
- Rocky DeSantos
- Roger Ramjet
- Rogue

## S
- Scarlet Spider
- Scarlet Witch
- Scott Lang
- Sentry
- Shadowcat
- Sharkboy
- Sharon Ventura
- She-Dragon
- She-Hulk
- Shining Knight
- Silver Sable
- Silver Scorpion
- Silver Surfer
- Siryn
- Sonic the Hedgehog
- Spawn
- Speedy
- Spider-Boy
- Spider-Girl
- Spider-Man
- Spider-Woman (Jessica Drew, Julia Carpenter, Matti Franklin)
- Spyke
- Squirrel Girl
- Star Sapphire
- Starfire
- Static
- Steel
- Steven Sterk
- Stingray
- Storm
- Sunfire
- Sunspot
- Superbarrio *
- Superboy
- Supergirl
- Superman
- Super-Soldier
- Superwoman
- Suriman
- Survival Super Seven
- Swamp Thing

## T
- T.J. Johnson
- Tanya Sloan
- Tarzan
- Tempest
- Thor
- Thunderbird
- Thunderman
- Titus
- Tommy Oliver
- Toxin
- Trey van Triforia
- Trini Kwan
- Thanos

## V
- Valkyrie
- Vengeance
- Venom
- Vibe
- Vigilante
- Violet Parr
- Vision
- Vixen

## W
- Warpath
- Wasp
- White Canary
- White Tiger
- Wildcat
- Wildebeest
- Wolfsbane
- Wolverine
- Wonder Girl
- Wonder Man
- Wonder Woman
- Wong

## X
- X-23
- X-Man
- Xorn

## Y
- Yondu Udonta

## Z
- Zelda
- Zack Taylor
- Zatara
- Zatanna
- Zhane
- Zorro